# مخاک قازاریان
مخاک هایکازی قازاریان (ارمنی: Մեխակ Հայկազի Ղազարյան؛ زادهٔ ۱۳ دسامبر ۱۹۶۶ در گیومری) یک بوکسور اهل ارمنستان است.
وی نماینده اتحاد شوروی در دسته پروزن (۵۷ کیلوگرم) مردان در بازی‌های المپیک تابستانی ۱۹۸۸ در سئول، کره جنوبی بود. قازاریان در دوره سوم به جووانی پاریسی باخت. وی در بازی‌های المپیک تابستانی ۱۹۹۶ در آتلانتا، جورجیا در دسته سبک‌وزن (۶۰ کیلوگرم) مردان نماینده ارمنستان بود. و در دور دوم به مایکل استرنج باخت.
قازاریان در سال ۱۹۸۷ برنده مدال طلا دسته پروزن و در سال ۱۹۹۳ برنده مدال برنز دسته سبک‌وزن مسابقات قهرمانی آماتور اروپایی شد.